# Ganesa pruinosa

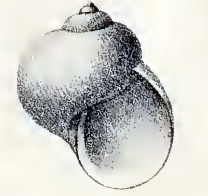
Ganesa pruinosa

Ganesa pruinosa är en snäckart som beskrevs av John Gwyn Jeffreys 1883. Ganesa pruinosa ingår i släktet Ganesa och familjen Skeneidae. Inga underarter finns listade i Catalogue of Life.